# Engaewa similis
Engaewa similis là một loài tôm hùm Úc trong họ Parastacidae.